# Art Brut
Art Brut é uma banda inglesa de indie rock. Seu primeiro álbum, Bang Bang Rock & Roll, foi lançado em maio de 2005 e seguido por It's a Bit Complicated, de junho de 2007.
As letras possuem um toque de humor para abordar assuntos como amores não correspondidos e as frustrações da vida.

## Discografia

### Álbuns
- Bang Bang Rock & Roll (2005)
- It's a Bit Complicated (2007)
- Art Brut vs. Satan (2009)
- Wam! Bang! Pow! Let's Rock Out! (2011)[1]

### Singles
- "Formed a Band" (Marçõ de 2004) 52º Posição.
- "Modern Art/My Little Brother" (Dezembro de 2004) 49º Posição.
- "Emily Kane" (Maio de 2005) 41.ª Posição.
- "Good Weekend" (Setembro de  2005) 56º Posição.
- "Nag Nag Nag Nag" (Novembro de 2006) (Lançado como sétima faixa de um CD de música ao vivo)
- "Direct Hit" (Junho de 2007)
- "Pump Up The Volume" (Fevereiro de 2008) (Apenas download)
- "Alcoholics Unanimous" (6 de Abril de 2009)
- "DC Comics & Chocolate Milkshake" (24 de Agosto de 2009) (Apenas download)